# Supersized
Supersized – czwarty album Milk Inc. Jego premiera miała miejsce 1 września 2006 roku. Do Wszystkich singli został nakręcony teledysk, poza No Angel do którego zostało wykorzystane nagranie z koncertu "Milk inc. Supersized live at Sportpaleis. Kompozytorem tekstów oraz muzyki są: Regi Penxten i Filip Vandueren.

## Lista utworów
1. Run 3.52
2. Tainted Love 3.15
3. No Angel 3.58
4. Go to Hell 3.43
5. Answer Me 3.51
6. It's Over 3.52
7. Blind 3.55
8. Fiction 3.14
9. Breakin' 3.26
10. Remember 3.43
11. Whisper 3.38
12. Secret 3.51
13. Morning Light 5.15
14. Things Change 3.06

## Supersized XL
Supersized XL – europejskie wydanie czwartego albumu Milk Inc. Reedycja zawiera album Supersized oraz nagranie z koncertu "Milk inc. Supersized Live At Sportpaleis". Koncert odbył się 30.09.2006 z okazji 10-lecia istnienia grupy. 

### Lista utworów
- CD

1. Run 3.52
2. Tainted Love 3.15
3. No Angel 3.58
4. Go to Hell 3.43
5. Answer Me 3.51
6. It's Over 3.52
7. Blind 3.55
8. Fiction 3.14
9. Breakin' 2.26
10. Remember 3.43
11. Whisper 3.38
12. Secret 3.51
13. Morning Light 5.15
14. Things Change 3.06

- DVD

1. La Vache (2:30)
2. Run (3:33)
3. Sleepwalker (5:11)
4. Blind (5:50)
5. No Angel (4:20)
6. I Don't Care [feat - Silvy] (5:19)
7. No Music (4:14)
8. Lonely (5:46)
9. In My Eyes (4:22)
10. Whisper (4:27)
11. Saxy-Motion (3:25)
12. Time (4:36)
13. Land Of The Living (4:17)
14. Tainted Love (4:06)
15. Never Again (3:39)
16. Oceans (Unplugged) (3:26)
17. Walk On Water (Unplugged-Reprise) (5:39)
18. The Sun Always Shines On TV (4:21)
19. Breathe Without You (4:22)
20. Go To Hell (4:20)